# リアリティ・ツアー

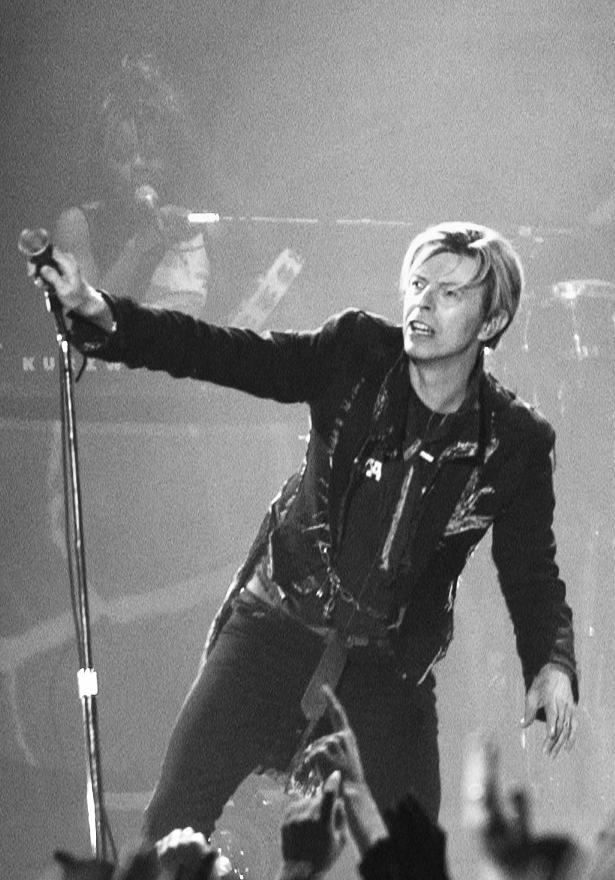
2003年11月23日のダブリン公演での写真

リアリティ・ツアー（英語: A Reality Tour）は、イギリスのミュージシャンであるデヴィッド・ボウイが2003年から2004年にかけて行った、アルバム『リアリティ』のリリースに伴うコンサート・ツアーで、ボウイにとって最後のツアーとなった。

## 概要
ボウイは2003年6月に、17か国で100万人以上を動員する、1995年のアウトサイド・ツアー以来の大規模なツアーを開催することを発表した。このツアーの公演数は112回と、ボウイのキャリアの中では最長のツアーであった。

## 楽曲
演奏された曲は、1969年の『スペイス・オディティ』から、最新作の『リアリティ』までの曲や、モット・ザ・フープルに提供した「すべての若き野郎ども」、イギー・ポップと共作した「シスター・ミッドナイト」(1977年のイギーのアルバム『イディオット』に収録)、クイーンと共作した「アンダー・プレッシャー」(1981年にシングルとしてリリース、1982年にクイーンのアルバム『ホット・スペース』に収録)など幅広いが、『デヴィッド・ボウイ』『ピンナップス』『ネヴァー・レット・ミー・ダウン』『ブラック・タイ・ホワイト・ノイズ』『アワーズ…』からは1曲も演奏されていない。

## ツアー中の出来事
2004年5月6日、マイアミのジェームズL. ナイト・センターにて、公演開始の直前に作業員が梯子から落下して死亡する事故が発生し、公演は中止された。
2004年6月18日のオスロ公演では、観客が投げたロリポップがボウイの左目に刺さる事故が発生したが、ショーは一時中断した後に再開された。
ツアーは当初2004年7月23日まで行われる予定であったが、6月25日のシェーセル公演の後、ボウイが血管形成術を必要とする動脈閉塞と診断されたため、それ以降の公演は全てキャンセルされた。

## ライヴ・レコーディング
2003年11月22、23日に行われたダブリン公演の映像は、2004年に『リアリティ・ツアー』としてリリースされ、2010年にはCDでもリリースされた。

## 参加ミュージシャン
- デヴィッド・ボウイ - リード・ボーカル、ギター、スタイロフォン、ハーモニカ
- アール・スリック（英語版） - ギター
- ジェリー・レナード（英語版） - ギター、バッキング・ボーカル、音楽監督
- ゲイル・アン・ドロシー - ベースギター、ボーカル
- スターリング・キャンベル（英語版） - ドラムス
- マイク・ガーソン（英語版） – キーボード、ピアノ
- キャサリン・ラッセル（英語版） - キーボード、パーカッション、ギター、バッキング・ボーカル

## セットリスト
これは2004年4月1日にカナダのトロントで行われたライブのセットリストであり、ツアー期間中の全てのセットリストを表すものではない。
1. 愛しき反抗
2. モダン・ラヴ（英語版）
3. ニュー・キラー・スター（英語版）
4. フェイム
5. カクタス（英語版）
6. すべての若き野郎ども
7. チャイナ・ガール
8. ネヴァー・ゲット・オールド
9. ザ・ロンリエスト・ガイ（英語版）
10. 世界を売った男
11. ハロー・スペースボーイ（英語版）
12. サンデー
13. ヒーザン (ザ・レイズ)
14. アンダー・プレッシャー
15. デイズ
16. スリップ・アウェイ
17. ルッキング・フォー・ウォーター
18. アッシュズ・トゥ・アッシュズ（英語版）
19. 君の意志のままに（英語版）
20. 流砂（英語版）
21. アイム・アフレイド・オブ・アメリカンズ（英語版）
22. ヒーローズ
アンコール
23. スターマン
24. 5年間（英語版）
25. サフラジェット・シティ
26. ジギー・スターダスト

## 演奏された曲
『スペイス・オディティ』から
- スペイス・オディティ

『世界を売った男』から
- 世界を売った男
- スーパーメン（英語版）

『ハンキー・ドリー』から
- チェンジズ
- 火星の生活
- 流砂（英語版）
- ザ・ビューレイ・ブラザース（英語版）
- クイーン・ビッチ（英語版）

『ジギー・スターダスト』から
- 5年間（英語版）
- スターマン
- 君の意志のままに（英語版）
- ジギー・スターダスト
- サフラジェット・シティ

『アラジン・セイン』から
- デトロイトでのパニック（英語版）
- ジーン・ジニー（英語版）

『ダイアモンドの犬』から
- ダイアモンドの犬（英語版）
- 愛しき反抗

『ヤング・アメリカンズ』から
- フェイム

『ステイション・トゥ・ステイション』から
- ステイション・トゥ・ステイション（英語版）

『ロウ』から
- 壊れた鏡（英語版）
- サウンド・アンド・ヴィジョン（英語版）
- いつも同じ車で（英語版）
- ビー・マイ・ワイフ（英語版）
- ニュー・キャリア・イン・ア・ニュー・タウン

『ヒーローズ』から
- ヒーローズ

『ロジャー』から
- 素晴らしき航海（英語版）

『スケアリー・モンスターズ』から
- アッシュズ・トゥ・アッシュズ（英語版）
- ファッション（英語版）

『レッツ・ダンス』から
- モダン・ラヴ（英語版）
- チャイナ・ガール
- レッツ・ダンス

『トゥナイト』から
- ラヴィング・ジ・エイリアン（英語版）
- ブルー・ジーン（英語版）

『アウトサイド』から
- ハロー・スペースボーイ（英語版）
- ザ・モーテル

『アースリング』から
- バトル・フォー・ブリティン
- アイム・アフレイド・オブ・アメリカンズ（英語版）

『ヒーザン』から
- サンデー
- カクタス（英語版）
- スリップ・アウェイ
- アフレイド
- アイヴ・ビーン・ウェイティング・フォー・ユー（英語版）
- 5:15 エンジェルズ・ハヴ・ゴーン
- ヒーザン (ザ・レイズ)

『リアリティ』から
- ニュー・キラー・スター（英語版）
- パブロ・ピカソ（英語版）
- ネヴァー・ゲット・オールド
- ザ・ロンリエスト・ガイ（英語版）
- ルッキング・フォー・ウォーター
- シール・ドライヴ・ザ・ビッグ・カー
- デイズ
- フォール・ドッグ・ボムズ・ザ・ムーン（英語版）
- トライ・サム・バイ・サム
- リアリティ
- ブリング・ミー・ザ・ディスコ・キング（英語版）

アルバム未収録曲
- リザ・ジェーン（英語版）
- アンダー・プレッシャー

カバー曲
- ア・ハード・デイズ・ナイト (ビートルズ, 1964年)
- すべての若き野郎ども (モット・ザ・フープル, 1972年)
- ゲット・イット・オン（英語版） (T・レックス, 1971年)
- サン・ホセへの道 (ディオンヌ・ワーウィック, 1968年)
- ヒア・カムズ・ザ・サン (ビートルズ, 1969年)
- イット・キャント・ハプン・ヒア (マザーズ・オブ・インヴェンション, 1966年)
- パペット・オン・ア・ストリング（英語版） (サンディ・ショー, 1967年)
- ランブル (リンク・レイ, 1958年)
- シスター・ミッドナイト (イギー・ポップ, 1977年)
- ソング2 (ブラー. 1997年)
- サマータイム (ジョージ・ガーシュウィン, 1935年)
- ホワイト・ライト/ホワイト・ヒート（英語版） (ヴェルヴェット・アンダーグラウンド, 1968年)
- YMCA (ヴィレッジ・ピープル, 1978年)

## ツアー日程
| 日付           | 都市                             | 国               | 会場                                                        | 観客数                        | 収益                     |
| -------------- | -------------------------------- | ---------------- | ----------------------------------------------------------- | ----------------------------- | ------------------------ |
| ヨーロッパ     |                                  |                  |                                                             |                               |                          |
| 2003年10月7日  | コペンハーゲン                   | デンマーク       | フォーラム・コペンハーゲン                                  | 不明                          | 不明                     |
| 2003年10月8日  | ストックホルム                   | スウェーデン     | ストックホルム・グローブ・アリーナ                          | 不明                          | 不明                     |
| 2003年10月10日 | ヘルシンキ                       | フィンランド     | ハートウォールアリーナ                                      | 不明                          | 不明                     |
| 2003年10月13日 | オスロ                           | ノルウェー       | オスロ・スペクトラム                                        | 不明                          | 不明                     |
| 2003年10月15日 | ロッテルダム                     | オランダ         | アホイ・ロッテルダム                                        | 不明                          | 不明                     |
| 2003年10月16日 | ハンブルク                       | ドイツ           | カラー・ライン・アレーナ                                    | 不明                          | 不明                     |
| 2003年10月18日 | フランクフルト                   | ドイツ           | フェストハレ・フランクフルト                                | 不明                          | 不明                     |
| 2003年10月20日 | パリ                             | フランス         | パレ・オムニスポール・ド・パリ・ベルシー                    | 不明                          | 不明                     |
| 2003年10月21日 | パリ                             | フランス         | パレ・オムニスポール・ド・パリ・ベルシー                    | 不明                          | 不明                     |
| 2003年10月23日 | ミラノ                           | イタリア         | フォーラム ・ ディ ・ アッサゴ                              | 不明                          | 不明                     |
| 2003年10月24日 | チューリッヒ                     | スイス           | ハレンシュタディオン                                        | 不明                          | 不明                     |
| 2003年10月26日 | シュトゥットガルト               | ドイツ           | ハンス・マルティン・シュライヤー・ハレ                      | 不明                          | 不明                     |
| 2003年10月27日 | ミュンヘン                       | ドイツ           | オリンピアハレ                                              | 不明                          | 不明                     |
| 2003年10月29日 | ウィーン                         | オーストリア     | ウィーン・シュタットハレ                                    | 不明                          | 不明                     |
| 2003年10月31日 | ケルン                           | ドイツ           | ケルナレナ                                                  | 不明                          | 不明                     |
| 2003年11月1日  | ハノーファー                     | ドイツ           | プロイスザーク・アリーナ                                    | 10,587 / 10,587               | $499,926                 |
| 2003年11月3日  | ベルリン                         | ドイツ           | マックス・シュメリング・ハレ                                | 10,693 / 10,693               | $512,787                 |
| 2003年11月5日  | アントウェルペン                 | ベルギー         | スポーツパレス                                              | 16,113 / 16,113               | $690,217                 |
| 2003年11月7日  | リール                           | フランス         | ゼニス・ド・リール                                          | 6,986 / 6,986                 | $349,420                 |
| 2003年11月8日  | アンネヴィル                     | フランス         | ギャラクシー・アンネヴィル                                  | 10,960 / 11,200               | $462,161                 |
| 2003年11月10日 | ニース                           | フランス         | パレ・ニカイア                                              | 7,620 / 8,000                 | $426,823                 |
| 2003年11月12日 | トゥールーズ                     | フランス         | ゼニス・ド・トゥールーズ                                    | -                             | -                        |
| 2003年11月14日 | マルセイユ                       | フランス         | ル・ドーム・ド・マルセイユ                                  | 8,004 / 8,004                 | $440,087                 |
| 2003年11月15日 | リヨン                           | フランス         | ホール・トニー・ガルニエ                                    | 17,000 / 17,000               | $753,371                 |
| 2003年11月17日 | マンチェスター                   | イングランド     | マンチェスター・イブニング・ニュース・アリーナ              | 14,827 / 14,827               | $1,094,747               |
| 2003年11月19日 | バーミンガム                     | イングランド     | NECアリーナ                                                 | 23,604 / 23,604 (2日間の合計) | $1,759,705 (2日間の合計) |
| 2003年11月20日 | バーミンガム                     | イングランド     | NECアリーナ                                                 | 23,604 / 23,604 (2日間の合計) | $1,759,705 (2日間の合計) |
| 2003年11月22日 | ダブリン                         | アイルランド     | ポイント劇場                                                | 17,000 / 17,000 (2日間の合計) | $1,142,076 (2日間の合計) |
| 2003年11月23日 | ダブリン                         | アイルランド     | ポイント劇場                                                | 17,000 / 17,000 (2日間の合計) | $1,142,076 (2日間の合計) |
| 2003年11月25日 | ロンドン                         | イングランド     | ウェンブリー・アリーナ                                      | 23,048 / 23,048 (2日間の合計) | $1,717,549 (2日間の合計) |
| 2003年11月26日 | ロンドン                         | イングランド     | ウェンブリー・アリーナ                                      | 23,048 / 23,048 (2日間の合計) | $1,717,549 (2日間の合計) |
| 2003年11月28日 | グラスゴー                       | スコットランド   | SECセンター                                                 | 10,103 / 10,103               | $768,886                 |
| 北米           |                                  |                  |                                                             |                               |                          |
| 2003年12月6日  | アトランティックシティ           | アメリカ合衆国   | ボルガタ・イベント・センター                                | -                             | -                        |
| 2003年12月7日  | フェアファックス                 | アメリカ合衆国   | パトリオット・センター                                      | -                             | -                        |
| 2003年12月9日  | ボストン                         | アメリカ合衆国   | フリートセンター                                            | -                             | -                        |
| 2003年12月10日 | フィラデルフィア                 | アメリカ合衆国   | ワコビア・センター                                          | -                             | -                        |
| 2003年12月12日 | トロント                         | カナダ           | エア・カナダ・センター                                      | -                             | -                        |
| 2003年12月13日 | モントリオール                   | カナダ           | ベル・センター                                              | 11,315 / 11,315               | $613,650                 |
| 2003年12月15日 | ニューヨーク                     | アメリカ合衆国   | マディソン・スクエア・ガーデン                              | 13,752 / 13,752               | $1,108,711               |
| 2003年12月16日 | アンカスビル                     | アメリカ合衆国   | モヒガン・サン・アリーナ                                    | 6,698 / 6,698                 | $313,460                 |
| 2023年12月20日 | ナッソー                         | バハマ           | アトランティス・パラダイス・アイランド                      | 不明                          | 不明                     |
| 2004年1月7日   | クリーブランド                   | アメリカ合衆国   | CSU・コンボケーション・センター                             | 7,692 / 7,938                 | $336,940                 |
| 2004年1月9日   | オーバーンヒルズ                 | アメリカ合衆国   | ザ・パレス・オブ・オーバーンヒルズ                          | 8,509 / 8,909                 | $427,522                 |
| 2004年1月11日  | ミネアポリス                     | アメリカ合衆国   | ターゲット・センター                                        | 5,492 / 7,505                 | $275,436                 |
| 2004年1月13日  | ローズモント                     | アメリカ合衆国   | ローズモント・シアター                                      | 12,867 / 12,867               | $959,883                 |
| 2004年1月14日  | ローズモント                     | アメリカ合衆国   | ローズモント・シアター                                      | 12,867 / 12,867               | $959,883                 |
| 2004年1月16日  | ローズモント                     | アメリカ合衆国   | ローズモント・シアター                                      | 12,867 / 12,867               | $959,883                 |
| 2004年1月9日   | デンバー                         | アメリカ合衆国   | フィルモア・オーディトリアム                                | 3,600 / 3,600                 | $237,600                 |
| 2004年1月21日  | カルガリー                       | カナダ           | ペングロース・サドルドーム                                  | 11,474 / 11,474               | $634,074                 |
| 2004年1月24日  | バンクーバー                     | カナダ           | GMプレイス                                                  | 11,617 / 11,617               | $612,323                 |
| 2004年1月25日  | シアトル                         | アメリカ合衆国   | パラマウント・シアター                                      | 2,804 / 2,835                 | $199,722                 |
| 2004年1月27日  | サンノゼ                         | アメリカ合衆国   | SAPセンター                                                 | 9,856 / 10,317                | $578,128                 |
| 2004年1月30日  | ラスベガス                       | アメリカ合衆国   | ザ・ジョイント                                              | 1,522 / 1,522                 | $343,313                 |
| 2004年1月31日  | ロサンゼルス                     | アメリカ合衆国   | シュライン・オーディトリアム                                | 12,348 / 12,348               | $803,544                 |
| 2004年2月2日   | ロサンゼルス                     | アメリカ合衆国   | シュライン・オーディトリアム                                | 12,348 / 12,348               | $803,544                 |
| 2004年2月3日   | ロサンゼルス                     | アメリカ合衆国   | ウィルターン・シアター                                      | 2,290 / 2,290                 | $187,174                 |
| 2004年2月5日   | フェニックス                     | アメリカ合衆国   | アリゾナ・フェデラル・シアター                              | 4,873 / 4,873                 | $237,842                 |
| 2004年2月6日   | ラスベガス                       | アメリカ合衆国   | ザ・ジョイント                                              | 1,522 / 1,522                 | $343,313                 |
| 2004年2月7日   | ロサンゼルス                     | アメリカ合衆国   | ウィルターン・シアター                                      | 2,290 / 2,290                 | $187,174                 |
| オセアニア     |                                  |                  |                                                             |                               |                          |
| 2004年2月14日  | ウェリントン                     | ニュージーランド | ウエストパック・スタジアム                                  | 不明                          | 不明                     |
| 2004年2月17日  | ブリスベン                       | オーストラリア   | ブリスベン・エンターテイメント・センター                    | 不明                          | 不明                     |
| 2004年2月20日  | シドニー                         | オーストラリア   | シドニー・エンターテイメント・センター                      | 不明                          | 不明                     |
| 2004年2月21日  | シドニー                         | オーストラリア   | シドニー・エンターテイメント・センター                      | 不明                          | 不明                     |
| 2004年2月23日  | アデレード                       | オーストラリア   | アデレード・エンターテイメント・センター                    | 不明                          | 不明                     |
| 2004年2月26日  | メルボルン                       | オーストラリア   | ロッド・レーバー・アリーナ                                  | 不明                          | 不明                     |
| 2004年2月27日  | メルボルン                       | オーストラリア   | ロッド・レーバー・アリーナ                                  | 不明                          | 不明                     |
| 2004年3月1日   | パース                           | オーストラリア   | シュプリーム・コート・ガーデンズ                            | 不明                          | 不明                     |
| アジア         |                                  |                  |                                                             |                               |                          |
| 2004年3月4日   | シンガポール                     | シンガポール     | シンガポール・インドア・スタジアム                          | 不明                          | 不明                     |
| 2004年3月8日   | 東京                             | 日本             | 日本武道館                                                  | 不明                          | 不明                     |
| 2004年3月9日   | 東京                             | 日本             | 日本武道館                                                  | 不明                          | 不明                     |
| 2004年3月11日  | 大阪                             | 日本             | 大阪城ホール                                                | 不明                          | 不明                     |
| 2004年3月14日  | 香港                             | 中国             | 香港コンベンション・アンド・エキシビション・センター        | 不明                          | 不明                     |
| 北米           |                                  |                  |                                                             |                               |                          |
| 2004年3月29日  | フィラデルフィア                 | アメリカ合衆国   | ワコビア・センター                                          | 10,761 / 18,000               | $645,380                 |
| 2004年3月30日  | ボストン                         | アメリカ合衆国   | フリートセンター                                            | 不明                          | 不明                     |
| 2004年4月1日   | トロント                         | カナダ           | エア・カナダ・センター                                      | 13,893 / 14,114               | $771,136                 |
| 2004年4月2日   | オタワ                           | カナダ           | コーレル・センター                                          | 不明                          | 不明                     |
| 2004年4月4日   | ケベック・シティー               | カナダ           | コリゼ・ペプシ                                              | 不明                          | 不明                     |
| 2004年4月7日   | ウィニペグ                       | カナダ           | ウィニペグ・アリーナ                                        | 不明                          | 不明                     |
| 2004年4月9日   | エドモントン                     | カナダ           | レクソール・プレイス                                        | 8,507 / 9,404                 | $342,609                 |
| 2004年4月11日  | ケロウナ                         | カナダ           | スカイリーチ・プレイス                                      | 不明                          | 不明                     |
| 2004年4月13日  | ポートランド                     | アメリカ合衆国   | ローズ・ガーデン                                            | 不明                          | 不明                     |
| 2004年4月14日  | シアトル                         | アメリカ合衆国   | キーアリーナ                                                | 6,065 / 6,500                 | $316,094                 |
| 2004年4月16日  | バークレー                       | アメリカ合衆国   | バークレー・コミュニティ・シアター                          | 不明                          | 不明                     |
| 2004年4月17日  | バークレー                       | アメリカ合衆国   | バークレー・コミュニティ・シアター                          | 不明                          | 不明                     |
| 2004年4月19日  | サンタバーバラ                   | アメリカ合衆国   | サンタバーバラ・ボウル                                      | 4,546 / 4,562                 | $314,625                 |
| 2004年4月22日  | ロサンゼルス                     | アメリカ合衆国   | グリーク・シアター                                          | 5,764 / 5,764                 | $360,560                 |
| 2004年4月23日  | アナハイム                       | アメリカ合衆国   | アローヘッド・ポンド                                        | 7,015 / 7,520                 | $498,218                 |
| 2004年4月25日  | ラブランド                       | アメリカ合衆国   | バドワイザー・イベンツ・センター                            | 4,177 / 5,440                 | $262,503                 |
| 2004年4月27日  | オースティン                     | アメリカ合衆国   | ザ・バックヤード・アンフィシアター                          | 不明                          | 不明                     |
| 2004年4月29日  | ザ・ウッドランズ                 | アメリカ合衆国   | シンシア・ウッズ・ミッチェル・パビリオン                    | 不明                          | 不明                     |
| 2004年4月30日  | ニューオーリンズ                 | アメリカ合衆国   | ゼンガー・シアター                                          | 不明                          | 不明                     |
| 2004年5月5日   | タンパ                           | アメリカ合衆国   | タンパ・ベイ・パフォーミング・アーツ・センター              | 不明                          | 不明                     |
| 2004年5月6日   | マイアミ                         | アメリカ合衆国   | ジェームズ・L・ナイト・センター                             | -                             | -                        |
| 2004年5月8日   | アトランタ                       | アメリカ合衆国   | チャステイン・パーク・アンフィシアター                      | 不明                          | 不明                     |
| 2004年5月10日  | カンザスシティ                   | アメリカ合衆国   | スターライト・シアター                                      | 不明                          | 不明                     |
| 2004年5月11日  | セントルイス                     | アメリカ合衆国   | フォックス・シアター                                        | 不明                          | 不明                     |
| 2004年5月13日  | ハーシー                         | アメリカ合衆国   | スター・パビリオン                                          | 不明                          | 不明                     |
| 2004年5月14日  | ロンドン                         | カナダ           | ジョン・ラバット・センター                                  | 8,513 / 8,513                 | $446,740                 |
| 2004年5月16日  | フェアファックス                 | アメリカ合衆国   | パトリオット・センター                                      | 不明                          | 不明                     |
| 2004年5月17日  | ピッツバーグ                     | アメリカ合衆国   | ベネダム・センター                                          | 不明                          | 不明                     |
| 2004年5月19日  | ミルウォーキー                   | アメリカ合衆国   | ミルウォーキー・シアター                                    | 不明                          | 不明                     |
| 2004年5月20日  | インディアナポリス               | アメリカ合衆国   | ムラット・シュライン                                        | 不明                          | 不明                     |
| 2004年5月22日  | モリーン                         | アメリカ合衆国   | ザ・マーク・オブ・ザ・クアッド・シティーズ                  | 不明                          | 不明                     |
| 2004年5月24日  | コロンバス                       | アメリカ合衆国   | コロンバス・ベテランズ・メモリアル・オーディトリアム        | 不明                          | 不明                     |
| 2004年5月25日  | バッファロー                     | アメリカ合衆国   | シアズ・パフォーミング・アーツ・センター                    | 不明                          | 不明                     |
| 2004年5月27日  | スクラントン                     | アメリカ合衆国   | ザ・パビリオン・アット・モンタージュ・マウンテン            | 不明                          | 不明                     |
| 2004年5月29日  | アトランティックシティ           | アメリカ合衆国   | ボルガタ・イベント・センター                                | 不明                          | 不明                     |
| 2004年5月30日  | アトランティックシティ           | アメリカ合衆国   | ボルガタ・イベント・センター                                | 不明                          | 不明                     |
| 2004年6月1日   | マンチェスター                   | アメリカ合衆国   | ベライゾン・ワイヤレス・アリーナ                            | 不明                          | 不明                     |
| 2004年6月2日   | アンカスビル                     | アメリカ合衆国   | モヒガン・サン・アリーナ                                    | 不明                          | 不明                     |
| 2004年6月4日   | ワンタフ                         | アメリカ合衆国   | ジョーンズ・ビーチ・シアター                                | 不明                          | 不明                     |
| 2004年6月4日   | ホルムデル                       | アメリカ合衆国   | PNC バンク・アーツ・センター                                | 不明                          | 不明                     |
| ヨーロッパ     |                                  |                  |                                                             |                               |                          |
| 2004年6月11日  | アムステルダム                   | オランダ         | アムステルダム・アレナ                                      | 不明                          | 不明                     |
| 2004年6月13日  | ニューポート                     | イングランド     | シークローズ・パーク (ワイト島音楽祭2004)                   | 不明                          | 不明                     |
| 2004年6月17日  | ベルゲン                         | ノルウェー       | コエンゲン (ベルゲン・フェスティバル)                       | 不明                          | 不明                     |
| 2004年6月18日  | オスロ                           | ノルウェー       | フロッグナーバデ (ノーウェジアン・ウッド・フェスティバル)   | 不明                          | 不明                     |
| 2004年6月20日  | セイナヨキ                       | フィンランド     | プロビンッシロック                                          | 不明                          | 不明                     |
| 2004年6月23日  | プラハ                           | チェコ           | T-モバイル・アリーナ                                        | 不明                          | 不明                     |
| 2004年6月25日  | シェーセル                       | ドイツ           | アイヒェンリング (ハリケーン・フェスティバル)               | 不明                          | 不明                     |
| 2004年6月26日  | トゥットリンゲン                 | ドイツ           | サウスサイド・フェスティバル                                | -                             | -                        |
| 2004年6月29日  | ウィーン                         | オーストリア     | シェーンブルン宮殿                                          | -                             | -                        |
| 2004年6月30日  | ザルツブルク                     | オーストリア     | レジデンツ広場                                              | -                             | -                        |
| 2004年7月2日   | ロスキレ                         | デンマーク       | ロスキレ・フェスティバル                                    | -                             | -                        |
| 2004年7月4日   | ウェルフテル                     | ベルギー         | ウェルフテル・フェスティバル・パーク (ロック・ウェルフテル) | -                             | -                        |
| 2004年7月6日   | Ile De Gaou                      | フランス         | Festival de la Gaou                                         | -                             | -                        |
| 2004年7月7日   | カルカソンヌ                     | フランス         | Festival de la Cite                                         | -                             | -                        |
| 2004年7月10日  | キンロス                         | スコットランド   | T in the Park                                               | -                             | -                        |
| 2004年7月11日  | キルデア県                       | アイルランド     | パンチズタウン競馬場 (オキシゲン・フェスティバル)           | -                             | -                        |
| 2004年7月14日  | ビルバオ                         | スペイン         | ビルバオ・フェスティバル                                    | -                             | -                        |
| 2004年7月16日  | サンティアゴ・デ・コンポステーラ | スペイン         | シャコベオ・フェスティバル                                  | -                             | -                        |
| 2004年7月17日  | ポルト                           | ポルトガル       | ドラゴン・フェスティバル                                    | -                             | -                        |
| 2004年7月20日  | ニヨン                           | スイス           | パレオ・フェスティバル                                      | -                             | -                        |
| 2004年7月21日  | モンテカルロ                     | モナコ           | クラブ・デュ・スポルティング                                | -                             | -                        |
| 2004年7月23日  | カレ＝プルゲール                 | フランス         | ヴィエイユ・シャリュー祭                                    | -                             | -                        |
| 合計           | 合計                             | 合計             | 合計                                                        | 722,158 / 737,581             | $45,395,490              |